# Xanthorhoe latigrisea
Xanthorhoe latigrisea là một loài bướm đêm trong họ Geometridae.